# Kaskadenfrösche

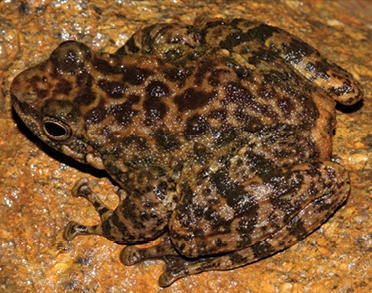
Amolops albispinus

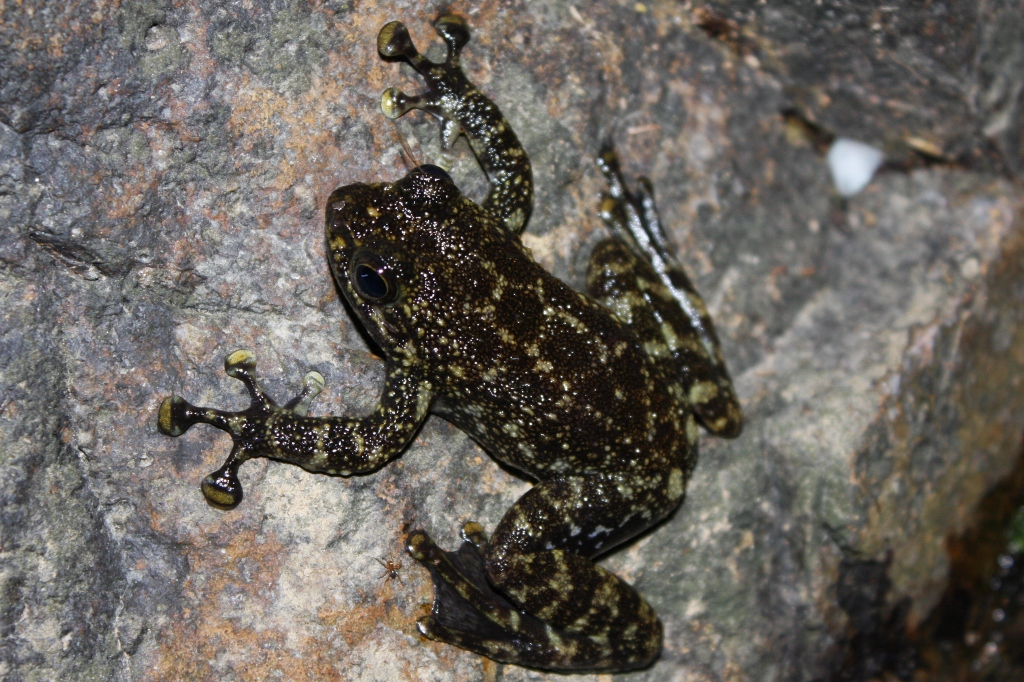
Amolops hongkongensis

Die Kaskadenfrösche (Amolops) sind eine im südlichen und südöstlichen Asien beheimatete Gattung innerhalb der Familie der Echten Frösche (Ranidae).

## Merkmale
Kaskadenfrösche werden als klein bis mittelgroß (maximal etwa acht Zentimeter) und agil charakterisiert. Die Haut der Oberseite ist oft granuliert bis leicht warzig. Zwischen den Zehen befinden sich gut ausgeprägte Schwimmhäute.

## Verbreitung
Die Arten der Gattung Amolops sind von Nepal, Nordindien und Tibet über West- und Südchina bis auf die Malaiische Halbinsel und die Insel Borneo verbreitet. Die Artengruppe um Amolops monticola kommt speziell im südlichen und östlichen Himalaya vor und ist auch in Südchina sowie auf dem südostasiatischen Festland ohne Myanmar zu finden.

## Lebensweise
Die Frösche sind an eine Lebensweise in schnell fließenden Bächen und Flüssen, an Wasserfällen und an überspülten Felsen angepasst. Sie werden deshalb ökologisch zu den Stromschnellenfröschen gezählt. Diese zeichnen sich weniger durch ihre Verwandtschaft als durch konvergente Anpassungen an das Leben im fließenden Wasser aus.
Ihre Eier heften sie in kleinen Gruppen an Steine am Gewässergrund fest. Die Kaulquappen verfügen über eine große Saugscheibe an der Maul- und Bauchregion, um in reißender Strömung nicht verdriftet zu werden. Das ist ein wesentliches Unterscheidungsmerkmal zur Gattung der Winkerfrösche. Die erwachsenen Tiere mancher Arten, so des Lolokou-Kaskadenfrosches (Amolops loloensis), weisen verbreiterte Haftscheiben an den Finger- und Zehenenden auf – ähnlich wie Laubfrösche, mit denen die Gattung aber nicht näher verwandt ist.

## Benennung
Neben der Gattung Amolops wird der Trivialname „Kaskadenfrosch“ auch für einzelne andere Froschlurche mit Lebensraum an reißenden Fließgewässern verwendet, so für den in den nordwestlichen USA lebenden Amerikanischen Kaskadenfrosch (Rana cascadae). Eine konvergente Entwicklung bei der Morphologie der Kaulquappen (Saugmund) findet sich auch bei den nordamerikanischen Schwanzfröschen.

## Arten
Derzeit sind 87 Arten beschrieben:
Stand: 15. April 2025
- Amolops adicola Patel, Garg, Das, Stuart & Biju, 2021[4]
- Amolops afghanus (Günther, 1858)
- Amolops ailao Tang, Sun, Liu, Luo, Yu & Du, 2023
- Amolops akhaorum Stuart, Bain, Phimmachak & Spence, 2010[5]
- Amolops albispinus Sung, Hu, Wang, Liu & Wang, 2016[6]
- Amolops aniqiaoensis Dong, Rao & Lü, 2005
- Amolops archotaphus (Inger & Chan-ard, 1997)
- Amolops assamensis Sengupta, Hussain, Choudhury, Gogoi, Ahmed & Choudhury, 2008
- Amolops attiguus Sheridan, Phimmachak, Sivongxay & Stuart, 2023[7]
- Amolops australis Chan, Abraham, Grismer & Grismer, 2018[8]
- Amolops beibengensis Jiang, Li, Zou, Yan & Chi, 2020[9]
- Amolops bellulus Liu, Yang, Ferraris & Matsui, 2000
- Amolops binchachaensis Rao, Hui, Ma, and Zhu, 2022 "2020"[10]
- Amolops chakrataensis Ray, 1992
- Amolops chanakya Saikia, Laskar, Dinesh, Shabnam & Sinha, 2022[11]
- Amolops chaochin Jiang, Ren, Lyu & Li, 2021[12]
- Amolops chayunensis Sun, Luo, Sun & Zhao, 2013[13]
- Amolops chunganensis (Pope, 1929)
- Amolops compotrix (Bain, Stuart & Orlov, 2006)
- Amolops cremnobatus Inger & Kottelat, 1998
- Amolops cucae (Bain, Stuart & Orlov, 2006)
- Amolops dafangensis Li, Liu, Ke, Cheng & Wang, 2024[14]
- Amolops daiyunensis (Liu & Hu, 1975)
- Amolops daorum (Bain, Lathrop, Murphy, Orlov & Ho, 2003)
- Amolops deng Jiang, Wang & Che, 2020[15]
- Amolops formosus (Günther, 1876)
- Amolops gerbillus (Annandale, 1912)
- Amolops gerutu Chan, Abraham, Grismer & Grismer, 2018[8]
- Amolops granulosus (Liu & Hu, 1961)
- Amolops gudao Yu, Wu, Lu & Che, 2025[16]
- Amolops hainanensis (Boulenger, 1900)
- Amolops himalayanus (Boulenger, 1888)
- Amolops hongkongensis (Pope & Romer, 1951)
- Amolops indoburmanensis Dever, Fuiten, Konu & Wilkinson, 2012
- Amolops iriodes (Bain & Nguyen, 2004)
- Amolops jaunsari Ray, 1992
- Amolops jinjiangensis Su, Yang & Li, 1986
- Amolops kaulbacki (Smith, 1940)
- Amolops kohimaensis Biju, Mahony & Kamei, 2010
- Amolops kottelati Sheridan, Phimmachak, Sivongxay & Stuart, 2023[7]
- Amolops larutensis (Boulenger, 1899)
- Amolops latopalmatus (Boulenger, 1882)
- Amolops lifanensis (Liu, 1945)
- Amolops loloensis (Liu, 1950)
- Amolops longimanus (Andersson, 1939)
- Amolops mahabharatensis Khatiwada, Shu, Wang, Zhao, Xie & Jiang, 2020[17]
- Amolops mantzorum (David, 1872)
- Amolops marmoratus (Blyth, 1855)
- Amolops medogensis Li & Rao, 2005
- Amolops mengdingensis Yu, Wu & Yang, 2019[18]
- Amolops mengyangensis Wu & Tian, 1995
- Amolops minutus Orlov & Ho, 2007
- Amolops monticola (Anderson, 1871)
- Amolops nepalicus Yang, 1991[17]
- Amolops nidorbellus Biju, Mahony & Kamei, 2010
- Amolops nyingchiensis Jiang, Wang, Xie, Jiang & Che, 2016[19]
- Amolops pallasitatus Qi, Zhou, Lyu, Lu & Li, 2019[20]
- Amolops panhai Matsui & Nabhitabhata, 2006
- Amolops putaoensis Gan, Qin, Lwin, Li, Quan, Liu & Yu, 2020[1]
- Amolops ricketti (Boulenger, 1899)
- Amolops sangzhiensis Qian, Xiang, Jiang, Yang & Gui, 2023[21]
- Amolops senchalensis Chanda, 1987 "1986"
- Amolops sengae Sheridan, Phimmachak, Sivongxay & Stuart, 2023[7]
- Amolops shihaitaoi Wang, Li, Du, Hou & Yu, 2022
- Amolops shuichengicus Lyu & Wang, 2019[22]
- Amolops siju Saikia, Sinha, Shabnam & Dinesh, 2023[23]
- Amolops sinensis Lyu, Wang & Wang, 2019[24]
- Amolops spicalinea Nguyen, Tapley, La & Rowley, 2025[25]
- Amolops spinapectoralis Inger, Orlov & Darevsky, 1999
- Amolops tanfuilianae Sheridan, Phimmachak, Sivongxay & Stuart, 2023[7]
- Amolops tawang Saikia, Laskar, Dinesh, Shabnam & Sinha, 2022[11]
- Amolops teochew Zeng, Wang, Lyu & Wang, 2021
- Amolops terraorchis Saikia, Sinha, Laskar, Shabnam & Dinesh, 2022[26]
- Amolops tonkinensis (Ahl, 1927 "1926")
- Amolops torrentis (Smith, 1923)
- Amolops truongi Pham, Pham, Ngo, Sung, Ziegler & Le, 2023[27]
- Amolops tuanjieensis Gan, Yu & Wu, 2020[28]
- Amolops tuberodepressus Liu & Yang, 2000
- Amolops viridimaculatus (Jiang, 1983)
- Amolops vitreus (Bain, Stuart & Orlov, 2006)
- Amolops wangyali Mahony, Nidup, Streicher, Teeling & Kamei, 2022[29]
- Amolops wangyufani Jiang, 2020[30]
- Amolops wenshanensis Yuan, Jin, Li, Stuart & Wu, 2018[31]
- Amolops wuyiensis (Liu & Hu, 1975)
- Amolops yangi Wu, Yu, Lu, Yuan & Che, 2024[32]
- Amolops yatseni Lyu, Wang & Wang, 2019[24]
- Amolops yunkaiensis Lyu, Wu, Wang, Sung, Liu, Zeng, Wang, Li & Wang, 2018[33]

Amolops kangtingensis (Liu, 1950) ist ein Synonym von Amolops mantzorum. Für einen Teil der Population wurde der neue Name Amolops xinduqiao Fei, Ye, Wang & Jiang, 2017 eingeführt, ist aber mittlerweile ebenfalls mit Amolops mantzorum synonymisiert. Amolops tuberodepressus Liu & Yang, 2000, wurde 2014 aus der Synonymie von Amolops mantzorum entlassen, da es sich dabei um einen Artenkomplex mehrerer verwandter Arten handelte. Amolops liangshanensis (Wu & Zhao, 1984) wurde mit Amolops loloensis (Liu, 1950) synonymisiert. Amolops nepalicus Yang, 1991 wurde 2020 aus der Synonymie von Amolops marmoratus entlassen. Amolops caelumnoctis Rao & Wilkinson, 2007 und Amolops splendissimus Orlov & Ho, 2007 wurden 2022 mit Amolops viridimaculatus (Jiang, 1983) synonymisiert. Amolops gyirongensis Jiang, Wang, Wang, Pan & Che, 2020 wurde zu Amolops formosus (Günther, 1876) gestellt.
Amolops yarlungzangbo Jiang, Wang, Li, Qi, Li & Che in Che, Jiang, Yan & Zhang, 2020, wurde mit Amolops gerbillus (Annandale, 1912) synonymisiert. Amolops ottorum Pham, Sung, Pham, Le, Ziegler & Nguyen, 2019 wurde 2024 mit Amolops minutus Orlov & Ho, 2007  synonymisiert.
Im Jahr 2020 wurden acht neue Arten beschrieben, im Jahr 2022 sechs neue Arten, im Jahr 2023 wieder acht Arten.